# 1836 год в истории железнодорожного транспорта
1836 год в истории железнодорожного транспорта

## События

### В России
- 15 апреля — обнародован указ императора Николая I о сооружении Царскосельской железной дороги.
- 1 мая — день начала строительства Царскосельской железной дороги.

### В мире
- В Канаде началось железнодорожное строительство.[1]
- 21 декабря в США основана железная дорога Western and Atlantic Railroad.
- В Уэльсе открылась Фестиниогская железная дорога.

## Новый подвижной состав
В России паровоз «Проворный» открыл движение по Царскосельской железной дороге.